# Петрус Шітембі
Петрус Шітембі (англ. Petrus Shitembi, нар. 11 травня 1992, Рунду) — намібійський футболіст, півзахисник клубу «Лусака Дайнамос».
Виступав, зокрема, за клуб «Рунду Чіфс», а також національну збірну Намібії.

## Клубна кар'єра
У дорослому футболі дебютував 2010 року виступами за команду клубу «Рунду Чіфс», в якій провів три сезони. 
Згодом з 2013 по 2018 рік грав у складі команд клубів «Юніверсіті оф Преторія», «АмаЗулу», «Ашанті Голд», «Стелленбош» та «Тура Меджик».
До складу клубу «Лусака Дайнамос» приєднався 2019 року. 

## Виступи за збірну
У 2011 році дебютував в офіційних матчах у складі національної збірної Намібії.
У складі збірної — учасник Кубка африканських націй 2019 року в Єгипті.